# پسر نابغه (مجموعه تلویزیونی)
پسر نابغه یک مجموعه تلویزیونی در ژانر درام و جنایی آمریکایی است که توسط کریس فدک و سام اسکلور برای شبکه فاکس ساخته شده‌است، که در ۲۳ سپتامبر ۲۰۱۹ به نمایش درآمد.
این مجموعه در تابستان ۱۳۹۹ به مدیریت صالح جراح نجفی در استودیو داب‌فیلم دوبله شد و در تلویزیون اینترنتی لنز ایرانسل منتشر شده است.

## داستان
شخصیت اصلی سریال مالکوم برایتاست، کسی که پدرش یک قاتل سریالی معروف به «جراح» است. برایت وقتی کودک بود با پلیس تماس گرفت و باعث دستگیری پدرش شد. او پدرش را ب مدت ۱۰ سال وقتی که در اف‌بی‌آی بود ندید. حال مالکوم پس از اخراج از اف‌بی‌آی به عنوان پروفایلر در اداره پلیس نیویورک سیتی کار می‌کند.

## بازیگران
- تام پین در نقش مالکوم برایت کسی که از اف‌بی‌آی اخراج شده و حال در پلیس نیویورک کار می‌کند. او یک قابلیت خاص دارد که می‌تواند از دید قاتل به قضیه نگاه کند و مسئله را حل کند.
- لو دایموند فیلیپس در نقش گیل آرویو رئیس بخش جنایی پلیس نیویورک. او کسی بود که پدر مالکوم را دستگیر کرد.
- هالستون سیج در نقش خواهر کوچکتر مالکوم اینزلی که خبرنگار تلویزیون است.
- آرورا پرینو در نقش کارگاه دنی پاول که زیر دست گیل کار می‌کند و دلسوز مشکلات روانی مالکوم است.
- فرانک هارتز در نقش کارگاه جی تی.
- کیکو آجه‌نا پزشک قانونی که در حل پرونده‌ها به مالکوم و تیمش کمک می‌کند و به مالکوم علاقه‌مند است.